# Cephonodes woodfordi
Cephonodes woodfordi är en fjärilsart som beskrevs av Butler 1889. Cephonodes woodfordi ingår i släktet Cephonodes och familjen svärmare. Inga underarter finns listade i Catalogue of Life.